# 697 Galilea
A 697 Galilea (ideiglenes jelöléssel 1910 JO) a Naprendszer kisbolygóövében található aszteroida. Joseph Helffrich fedezte fel 1910. február 14-én.